# سياسة أندورا
تجري سياسة أندورا في إطار نظام دستوري برلماني ونظام متعدد الأحزاب. تمارس السلطة التنفيذية من قبل الحكومة، مع رئيس حكومة أندورا بكونه رئيس تنفيذي. تناط السلطة التشريعية في كل من الحكومة والبرلمان. السلطة القضائية مستقلة عن السلطة التنفيذية والسلطة التشريعية.
قبل عام 1993 م، لم يكن لنظام أندورا السياسي تقسيم واضح للسلطات إلى فروع تنفيذية وتشريعية وقضائية. الدستور صدق عليه عام 1993 م، وينص على أن أندورا دولة ديمقراطية برلمانية والتي يكون الرئيس فيها رئيس فرنسا وأسقف أورجيل بكونهم أمراء بالتشارك. ومع ذلك، يحتفظ رئيس الحكومة بالسلطة التنفيذية. يتشارك الأميران بشكل متساوٍ بسلطات محدودة لا تتضمن حق النقض الفردي على تصرفات الحكومة (ومع ذلك، يمكن في الواقع «الاعتراض» على مشروع القانون إذا لم يوقع الاثنان على التشريع). ويمثل كل منهم في أندورا ممثل شخصي.
كان الدافع الأساسي لهذا التحول السياسي هو توصية من مجلس أوروبا في عام 1990 م، بأنه إذا رغبت أندورا في تحقيق الاندماج الكامل في الاتحاد الأوروبي، فينبغي لها اعتماد دستور حديث يضمن حقوق أولئك الذين يعيشون ويعملون هناك. تم تشكيل لجنة ثلاثية مؤلفة من ممثلي أميري أندورا بالتشارك، والمجلس العام والمجلس التنفيذي في عام 1990 م وانتهت من صياغة مشروع الدستور في أبريل 1991، مما جعل الدستور الجديد حقيقة.
ولكن تبقى إرث العلاقة الخاصة لأندورا مع فرنسا وإسبانيا، أن على الرغم من أنها رمزية، إذ أن الإمارة ليس لديها خدمة بريدية خاصة بها – تعمل الخدمات البريدية الفرنسية والإسبانية جنبًا إلى جنب، على الرغم من أن كل منهما يصدر طوابع منفصلة لأندورا بدلاً من استخدام الخاصة بدولتيهم.

## الحكومة

### السلطة التنفيذية
بموجب دستور عام 1993 م، يستمر الأميران المتشاركان على رأس الدولة بكونهما رئيسي الدولة بالتشارك، وتناط برئيس الحكومة السلطة التنفيذية. يخدم الأمران المتشاركان بشكل متكافئ بسلطات محدودة لا تتضمن حق النقض على قرارات الحكومة. ويمثل كلاهما في أندورا من قبل مندوب، على الرغم من أنه منذ عام 1993 م، يوجد لدى كل من فرنسا وإسبانيا سفاراتهما الخاصة. بصفتهما شريكين لأندورا، يحتفظ رئيس فرنسا وأسقف أورجيل بالسلطة العليا في الموافقة على جميع المعاهدات الدولية مع فرنسا وإسبانيا، وكذلك جميع المعاهدات التي تتناول الأمن الداخلي والدفاع وأراضي أندورا والتمثيل الدبلوماسي. التعاون القضائي أو العقابي. على الرغم من أن مؤسسة الأمراء يعتبرها البعض مفارقة تاريخية، إلا أن الأغلبية تعتبرهم رابطًا مع تقاليد أندورا وطريقة لموازنة قوة الجارين الأكبر لأندورا.
الطريقة التي يتم بها اختيار الأمراء تجعل من أندورا واحدة من أكثر الأمم تميزًا على الأرض. أحد الأمراء هو الرئيس الحالي لفرنسا، حاليًا إيمانويل ماكرون (كان تاريخياً أي رئيس لدولة فرنسا، بما في ذلك ملوك وأباطرة فرنسا). والآخر هو المطران الكاثوليكي الحالي لمدينة لا سيو دي أورغل الكاتالونية، والذي يشغل منصبه حاليًا جوزيب-لويس سيرانو. وبما أن الأمير لا يعيش في أندورا، فإن دورهما صوري تقريبًا.
- جوزيب لويس سيرانو أسقف الحالي لأندورا منذ 12 مايو 2003.
- إيمانويل ماكرون رئيس الفرنسي الحالي وأمير أندورا منذ 14 مايو 2017.

في عام 1981 م، تم إنشاء المجلس التنفيذي، الذي يتكون من رئيس الحكومة وسبعة وزراء كل أربع سنوات، بعد الانتخابات العامة، ينتخب المجلس العام رئيس الحكومة، والذي بدوره يختار الأعضاء الآخرين في المجلس التنفيذي.
| مكتب. مقر. مركز     | اسم                  | حزب                   | منذ            |
| ------------------- | -------------------- | --------------------- | -------------- |
| الأميران المتشاركان | جوزيب لويس سيرانو    |                       | 31 مايو 2025   |
| الأميران المتشاركان | إيمانويل ماكرون      | النهضة                | 14 مايو 2017   |
|                     |                      |                       |                |
| النواب              | إدوارد إيبانيز       |                       | 27 نوفمبر 2023 |
| النواب              | باتريس فور           |                       | 20 نوفمبر 2024 |
| رئيس الوزراء        | كزافييه إسبوت زامورا | الديمقراطيون لأندورا ‏ | 16 مايو 2019   |

### السلطة التشريعية
الهيئة التشريعية الرئيسة لأندورا هي المجلس العام (البرلمان) المؤلف من 28 عضوًا. يتم انتخاب الرئيس، ونائبه، وأعضاء المجلس في الانتخابات العامة التي تجرى كل أربع سنوات. يجتمع المجلس على مدار العام في تواريخ معينة تحددها التقاليد أو حسب الاقتضاء.
يجب حضور ممثل واحد على الأقل من كل أبرشية لحضور المجلس العام. تاريخيا، ضمن المجلس العام، مثل أربعة نواب كل من الأبرشيات الفردية السبعة. سمح هذا النظام للأبرشيات التي تضم عددًا يصل إلى 350 ناخبًا بالعدد نفسه من ممثلي الأبرشيات الأكبر التي تضم ما يصل إلى 2600 ناخب. لتصحيح هذا الخلل، عُدل نص في الدستور الجديد ليضمن هيكل وشكل انتخاب أعضاء المجلس. بموجب التنسيق الجديد، يتم اختيار نصف الممثلين من خلال النظام التقليدي، والنصف الآخر يتم اختيارهم من القوائم الوطنية.
يتم اختيار الرئيس ونائبه من قبل المجلس العام لتنفيذ قراراته. يخدمون لمدة ثلاث سنوات ويمكن إعادة تعيينهم مرة واحدة. يحصلون على راتب سنوي. لا يتمتع الرئيس بصلاحيات تقديرية تقريبًا، ويجب الموافقة على جميع قرارات السياسة من قبل المجلس كله.

### السلطة القضائي
النظام القضائي مستقل. تطبق المحاكم القانون العرفي لأندورا، مع استكمال القانون الروماني والقانون العرفي الكاتالوني. تنظر محكمة باتليس في القضايا المدنية أولاً – وهي مجموعة مؤلفة من أربعة قضاة، يتم اختيار اثنين منهم من قبل كل شريك. تُسمع الطعون في محكمة الاستئناف. أعلى هيئة هي محكمة العدل العليا المكونة من خمسة أعضاء.

## الأحزاب السياسية والانتخابات
| الأطراف والتحالفات | الأطراف والتحالفات | الأصوات | ٪      | مقاعد |
| --- | --- | ------- | ------ | ----- |
| | الديمقراطيون لأندورا ‏ (Demòcrates per Andorra) </br> - مع United for Progress (الوحدات لكل al Progrés) في انكامب                                                                    | 8553    | 55.15  | 20    |
| | الحزب الديمقراطي الاجتماعي (Partit Socialdemòcrata) </br> - مع مجموعة أبرشية اتحاد المستقلين (Grup d'Unió Parroquial Independents) في أوردينو - مع المستقلين الآخرين في بعض الرعايا | 5397    | 34.80  | 6     |
| | أندورا من أجل التغيير ‏ (أندورا بيل كانفي) | 1040    | 6.71   | -     |
| | حزب الخضر في أندورا ‏ (Els Verds d'Andorra) | 520     | 3.35   | -     |
| | الاتحاد اللوريدي ‏ (Unió Laurediana) * | -       | -      | 2     |
| المجموع (نسبة المشاركة 74.12 ٪) | المجموع (نسبة المشاركة 74.12 ٪) | 15510   | 100.00 | 28    |
| أصوات غير صالحة | أصوات غير صالحة | 164     |        |       |
| أصوات فارغة | أصوات فارغة | 523     |        |       |
| مجموع الأصوات | مجموع الأصوات | 16197   |        |       |
| الناخبين المسجلين | الناخبين المسجلين | 21852   |        |       |
| عدد الأصوات والنسب المئوية للقائمة الوطنية المعنية. وتشمل عدد المقاعد المقاعد التي فازت بها قوائم الأبرشية. </br> * قوائم الرعية فقط </br> المصدر: حكومة أندورا. | |         |        |       |

## التقسيمات الإدارية
تتشكل أندورا من قبل سبعة أبرشيات وهي؛ أندورا لا فيا، كانيلو، إنكامب، لا ماسانا، إيسكالديس إنغورداني، أوردينو، سانت جوليا دي لوريا.

## الأمان
تحتفظ حكومة أندورا بجيش احتفالي صغير، وفيلق شرطة حديث مجهز تجهيزًا جيدًا، وفريق إطفاء، وخدمة إنقاذ الجبال، ووقوة الشرطة الخاصة، وهي وحدة شبه عسكرية تدربت على أدوار الرهائن ومكافحة الإرهاب.

## الظروف السياسية
تعمل ديمقراطية أندورا الفتية على إعادة تعريف نظام الأحزاب السياسية. تم حل ثلاثة من الأحزاب الخمسة التي سيطرت على المشهد السياسي في السنوات الماضية. حاول حزب الاتحاد الليبرالي إعادة تشكيل نفسه وتغيير اسمه إلى اسم الحزب الليبرالي في أندورا لتقديم مظلة سياسية للأحزاب والجماعات الصغيرة التي لم تجد مكانها بعد. تم تشكيل حزب آخر، الحزب الديمقراطي الاجتماعي في أندورا. تم تصميمه لجذب الأحزاب التي كانت تتماشى في السابق مع المثل الاشتراكية. منذ التصديق الدستوري عام 1993 م، شكلت ثلاث حكومات ائتلافية. على سبيل المثال، قامت إحدى الحكومات بتوحيد حزب الاتحاد الليبرالي، والائتلاف الوطني لأندورا، وحزب صغير آخر نسبيًا مع مارك فورنيه مولني، الوحدوي الليبرالي، بصفته رئيسًا للحكومة. في انتخابات عام 2011، فاز الديمقراطيون في أندورا فوزا ساحقا على الديمقراطيين الاجتماعيين، حيث حصلوا على 20 مقعدًا من مقاعد البرلمان البالغ عددها 28 مقعدًا، وفاز الديمقراطيون الاجتماعيون بستة مقاعد، وفاز الاتحاد اللوريدي بمقعدين .
في السنوات الأخيرة، وضعت الحكومة العديد من الإصلاحات. لقد شرعت الأحزاب السياسية والنقابات العمالية، وضمنت قانونًا حرية الدين والتجمع. كان هناك أيضًا إعادة تعريف لمؤهلات الجنسية الأندورية، وهي قضية رئيسة في بلد لم يكن فيه سوى 13,000 من 65,000 مقيم مواطنين قانونيين. في عام 1995 م، صدر قانون لتوسيع نطاق الجنسية، ولكن المواطنة لا يزال من الصعب الحصول عليها. يمكن لمواطني أندورا فقط نقل الجنسية تلقائيًا إلى أطفالهم، وهو مبدأ قانوني يُعرف باسم حق الدم. يمكن للمقيمين الشرعيين في أندورا من مواطني فرنسا أو إسبانيا أو البرتغال الحصول على الجنسية بعد 10 سنوات من الإقامة. يمكن للمواطنين الآخرين الحصول على الجنسية بعد 20 عامًا من الإقامة. قد يختار أطفال السكان الجنسية الأندورية بعد سن 18 إذا كانوا يقيمون معظم حياتهم في أندورا. إن مجرد الولادة على تراب أندورا، وهي مبدأ قانوني يُعرف باسم حق الإقليم، لا تمنح الجنسية. الجنسية المزدوجة غير مسموح بها. يُسمح لغير المواطنين بامتلاك 33٪ فقط من حصة الشركة. فقط بعد الإقامة في البلاد لمدة 20 عامًا، يمكنهم امتلاك 100٪ من الشركة. تمت مناقشة قانون مقترح لتخفيض السنوات اللازمة من 20 إلى 10 في البرلمان.
من خلال إنشاء إطار قانوني حديث للبلد، سمح دستور عام 1993 لأندورا بالبدء في التحول من اقتصاد يعتمد إلى حد كبير على التسوق المعفي من الرسوم الجمركية إلى اقتصاد قائم على الخدمات المصرفية والمالية الدولية. [بحاجة لمصدر] الرغم من التغييرات الجديدة الواعدة، فمن المحتمل أن تستمر أندورا، على الأقل على المدى القصير، في مواجهة عدد من القضايا الصعبة الناشئة عن التدفق الكبير للسكان الأجانب والحاجة إلى تطوير مؤسسات اجتماعية وسياسية حديثة. بالإضافة إلى مسائل الجنسية الأندورية وسياسة الهجرة، تشمل القضايا الأخرى ذات الأولوية السماح بحرية تكوين الجمعيات والتعامل مع ندرة الإسكان والمضاربة في العقارات، وتطوير صناعة السياحة، وإعادة التفاوض على العلاقة مع الاتحاد الأوروبي.

## مشاركة المنظمات الدولية
- مجلس أوروبا، لجنة الأمم المتحدة الاقتصادية لأوروبا، المحكمة الجنائية الدولية، الحركة الدولية للصليب الأحمر والهلال الأحمر، منظمة الشرطة الجنائة الدولية، اللجنة الأولمبية الدولية، الاتحاد الدولي للاتصالات، المنظمة الدولية للفرنكفونية،
- منظمة الأمن والتعاون في أوروبا، الأمم المتحدة، اليونسكو، منظمة الجمارك العالمية، منظمة الصحة العالمية، المنظمة العالمية للملكية الفكرية، منظمة السياحة العالمية

## وصلات خارجية
- (بالكتالونية) البوابة الرسمية لحكومة أندورا